# National Center for Atmospheric Research
Le National Center for Atmospheric Research (ou NCAR) est un institut de recherche américain qui a comme mission d'« explorer et comprendre notre atmosphère et ses interactions avec le Soleil, les océans, la biosphère et l'Homme. » Il reçoit ses fonds du National Science Foundation (NSF), gérés par l'organisme sans but lucratif University Corporation for Atmospheric Research (UCAR). Il reçoit également des fonds d'autres organismes gouvernementaux comme le National Weather Service, et privés.
Il est associé à un très grand nombre d'universités et de groupes de recherche à travers les États-Unis et dans certains autres pays (comme l'université McGill au Canada) qui travaillent dans les différents domaines de la météorologie. Les laboratoires et bureaux de recherche de cet institut se trouvent à Boulder, au Colorado, à environ 35 km au nord-ouest de Denver.

## Mission
La mission du National Center for Atmospheric Research (NCAR) est d'aider la recherche et l'éducation dans le domaine des sciences de l'atmosphère et les domaines connexes. Le Centre comprend des scientifiques, des techniciens et du personnel de soutien. Ils sont répartis dans les domaines suivants :
- Climatologie et évolution du climat par l'étude de tels phénomènes que l'effet de serre, le réchauffement climatique, El Niño, La Niña, les sécheresses et les feux de forêt ;
- Météorologie par l'étude et la modélisation des systèmes synoptiques et de méso-échelle ;
- Études des impacts du climat sur la société et les infrastructures ;
- Pollution de l'air et chimie atmosphérique ;
- Étude du Soleil et de la météorologie de l'espace ;
- Relations avec les autres composantes des sciences de la Terre comme l'interaction air-océan, glaces de mer, glaciers, forêts, agriculture, urbanisation, etc.

## Chercheurs
| Nom                   | Date           |
| --------------------- | -------------- |
| Walter Orr Roberts    | 1960 - 1968    |
| John W. Firor         | 1968 - 1974    |
| Francis P. Bretherton | 1974 - 1980    |
| Wilmot N. Hess        | 1980 - 1986    |
| Richard A. Anthes     | 1986 - 1988    |
| Robert Serafin        | 1989 - 2000    |
| Timothy Killeen       | 2000 - 2008    |
| Eric J. Barron        | 2008 - 2010    |
| Roger Wakimoto        | 2010 - 2013    |
| Maura Hagan           | 2013 (Intérim) |
| James W. Hurrell      | 2013 - 2018    |
| Everette Joseph       | 2019 -         |

## Relations externes

### Outils
Il fournit une vaste gamme d'outils de recherche et de technologies comme :
- Instrumentation spécialisée ;
- Avions spécialement équipés pour des campagnes de recherche in situ ;
- Superordinateurs et infrastructure informatique ;
- Observatoire solaire du Mauna Loa ;
- Organisation de campagnes de recherches ;
- Modèles de circulation générale atmosphérique, chimique et climatique comme :
  - Community Climate System Model (CCSM) ;
  - Weather Research and Forecasting model (WRF) ;
  - Whole Atmosphere Community Climate Model (WACCM).
- Transferts technologiques vers les organismes spécialisés ;
- Données brutes et autres informations.

### Visites

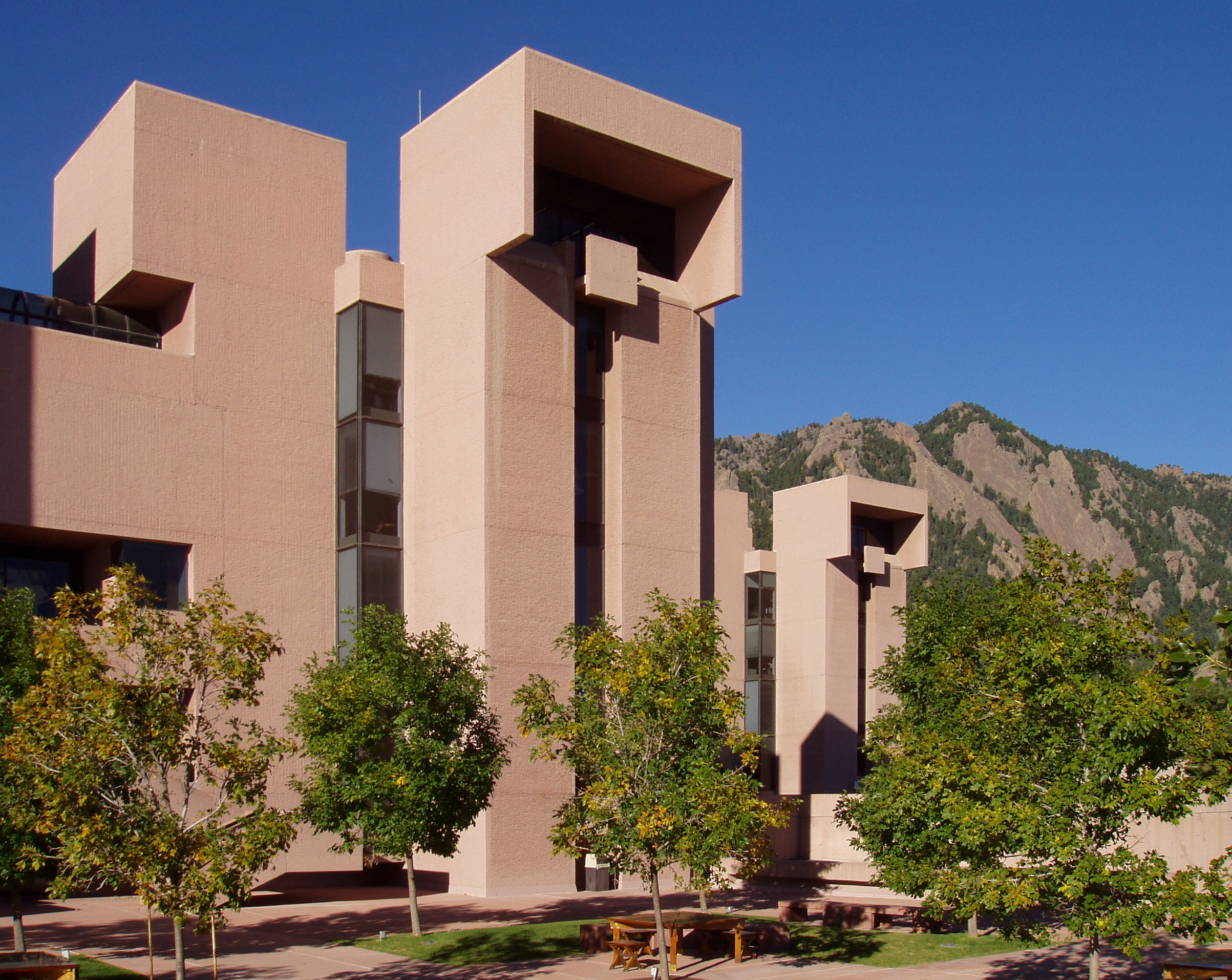
Bâtiment du National Center for Atmospheric Research à Boulder, Colorado, œuvre de l'architecte Ieoh Ming Pei.

NCAR favorise les échanges avec la communauté universitaire, les organismes gouvernementaux et les chercheurs du privé en organisant des colloques, des visites dans ses différents laboratoires et des échanges de personnels,.
Le Centre organise également des visites quotidiennes gratuites du laboratoire principal à Boulder. Ces visites, guidées ou non, incluent une vidéo sur le premier superordinateur construit par Seymour Cray et sur ceux en fonction présentement à NCAR, des démonstrations interactives sur le climat et la météorologie, ainsi qu'un sentier panoramique.